# ガイスカ・カンポス
ガイスカ・カンポス・バイージョ（Gaizka Campos Bahiilo、1997年5月16日 - ）は、スペイン・バスク州バラカルド出身のサッカー選手。CFインテルシティ所属。ポジションはGK。

## クラブ経歴
バスク州のバラカルドに生まれ、2015年にバラカルドCFのカンテラに入団した。2016年7月23日、クラブと2年間のプロ契約を交わし、正式にトップチームへと昇格した。2017年2月19日、セグンダ・ディビシオンBのアレナス・クルブ・デ・ゲチョ戦にてプロデビューを果たし、デビュー後はレギュラーに定着した。
2017年7月4日、CDヌマンシアと3年契約を結び、Bチームへの登録が決定した。2018-19シーズンにヌマンシアのトップチームへと昇格したが、リーグ戦2試合の出場に終わった。
2019年7月5日、ヌマンシアとの契約を解除してレアル・バリャドリード・プロメサスにフリーで加入した。
2021年7月9日、プリメーラ・ディビシオンRFEFのセルタ・デ・ビーゴBに移籍した。